# Sächsischer Landespokal 2016/17

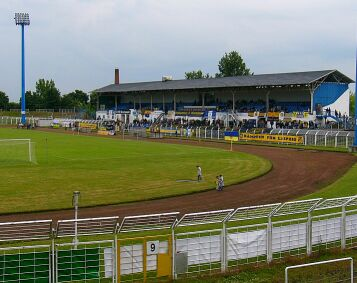
Bruno-Plache-Stadion

Der Sächsische Landespokal 2016/17 war die 27. Austragung des Sächsischen Landespokals (Sponsorenname: Wernesgrüner Sachsenpokal) der Männer im Amateurfußball. Der Landespokalsieger qualifizierte sich für den DFB-Pokal 2017/18.
Der Titelverteidiger FC Erzgebirge Aue war in dieser Saison als Zweitligist nicht teilnahmeberechtigt. Eröffnet wurde der Wettbewerb am 5. August 2016 mit der Begegnung zwischen dem SV Liebertwolkwitz und dem SV Bad Lausick 1990 (3:0). Für das Endspiel, das am 24. Mai 2017 erstmals im Leipziger Bruno-Plache-Stadion ausgetragen wurde, qualifizierten sich der Regionalligist 1. FC Lokomotive Leipzig und der Drittligist sowie Rekordtitelträger Chemnitzer FC. Die Chemnitzer entschieden das Finale mit einem 1:2-Auswärtssieg für sich und sicherten sich somit ihren neunten Landespokalsieg.

## Qualifizierte Mannschaften und Modus
Für den Sächsischen Landespokal 2016/17 qualifizierten sich folgende Mannschaften: Alle sächsischen Mannschaften der 3. Liga 2016/17, der Regionalliga Nordost 2016/17, der Oberliga Nordost 2016/17, der Sachsenliga 2016/17, der Landesklasse Sachsen 2016/17, sowie die dreizehn Kreis- bzw. Stadtpokalsieger der Saison 2015/16. Ausnahme sind zweite Mannschaften höherklassiger Vereine.
Der Sächsische Landespokal wird im K.-o.-Modus ausgetragen, im Falle eines Unentschiedens nach 90 Minuten folgen Verlängerung und Elfmeterschießen. Die Paarungen werden vor jeder Runde ausgelost. Heimrecht hat stets die klassentiefere Mannschaft, sonst entscheidet die Reihenfolge der Ziehung bei der Auslosung (die Mannschaft mit Heimrecht kann allerdings zugunsten der anderen Mannschaft auf das Heimrecht verzichten). Das Heimrecht im Finale wird für den Fall einer Paarung aus zwei gleichklassigen Mannschaften separat ausgelost. In der 1. Hauptrunde spielten zunächst nur die über die Sachsenliga, die Landesklasse und die Kreispokale qualifizierten Mannschaften. In der 2. Hauptrunde griffen die sächsischen Oberligisten in den Wettbewerb ein, in der 3. Hauptrunde mussten auch die sächsischen Dritt- und Regionalligisten erstmals antreten.
Im Folgenden wird der Verlauf des Wettbewerbs ab dem Viertelfinale dargestellt.

## Viertelfinale
| Datum      |                          | Ergebnis              |                               |
| ---------- | ------------------------ | --------------------- | ----------------------------- |
| 11.11.2016 | FSV Budissa Bautzen (IV) | 3:3 n. V. (2:4 i. E.) | Chemnitzer FC (III)           |
| 12.11.2016 | VfB Auerbach (IV)        | 1:2 n. V.             | FSV Zwickau (III)             |
| 12.11.2016 | Bischofswerdaer FV (V)   | 2:1 n. V.             | VFC Plauen (V)                |
| 13.11.2016 | BSG Chemie Leipzig (V)   | 0:1 n. V.             | 1. FC Lokomotive Leipzig (IV) |

## Halbfinale
Da ein Aufeinandertreffen zweier gleichklassiger Mannschaften im Finale nach der Auslosung der Halbfinalpartien ausgeschlossen war, wurde auf eine Auslosung des Heimrechts im Finale für diesen Fall verzichtet.
| Datum      |                        | Ergebnis              |                               |
| ---------- | ---------------------- | --------------------- | ----------------------------- |
| 26.03.2017 | Bischofswerdaer FV (V) | 0:0 n. V. (3:5 i. E.) | 1. FC Lokomotive Leipzig (IV) |
| 19.04.2017 | Chemnitzer FC (III)    | 2:1 n. V.             | FSV Zwickau (III)             |

## Finale
| 1. FC Lokomotive Leipzig                       | 1. FC Lokomotive Leipzig | Chemnitzer FC | Chemnitzer FC |
| ---------------------------------------------- | --- | --- | ------------- |
| 1. FC Lokomotive Leipzig                       | \| 24. Mai 2017 in Leipzig (Bruno-Plache-Stadion) \| \| Ergebnis: 1:2 (1:1) \| \| Zuschauer: 6.800 \| \| Schiedsrichter: Jens Klemm \| \| Spielbericht \| | \| 24. Mai 2017 in Leipzig (Bruno-Plache-Stadion) \| \| Ergebnis: 1:2 (1:1) \| \| Zuschauer: 6.800 \| \| Schiedsrichter: Jens Klemm \| \| Spielbericht \|                                                  | Chemnitzer FC |
| 1. FC Lokomotive Leipzig                       | Benjamin Kirsten – Markus Krug , Ronny Surma, Robert Zickert, Marcel Trojandt, Christian Hanne, Hiromu Watahiki (79. Djamal Ziane), Paul Schinke (71. Ramon Hofmann), Maik Georgi (46. Daniel Becker), Paul Maurer, Felix Brügmann Cheftrainer: Heiko Scholz | Kevin Kunz – Berkay Dabanli, Jan Koch, Alexander Bittroff, Julius Reinhardt , Björn Jopek, Dennis Mast, Dennis Grote, Tom Baumgart, Anton Fink (65. Florian Hansch), Daniel Frahn Cheftrainer: Sven Köhler | Chemnitzer FC |
| 1. FC Lokomotive Leipzig                       | 1:1 Paul Schinke (33.) | 0:1 Daniel Frahn (21.) 1:2 Daniel Frahn (74.) | Chemnitzer FC |
| 1. FC Lokomotive Leipzig                       | Ronny Surma (56.), Felix Brügmann (86.) | Dennis Grote (58.), Björn Jopek (83.), Tom Baumgart (87.) | Chemnitzer FC |
| 24. Mai 2017 in Leipzig (Bruno-Plache-Stadion) | | |               |
| Ergebnis: 1:2 (1:1)                            | | |               |
| Zuschauer: 6.800                               | | |               |
| Schiedsrichter: Jens Klemm                     | | |               |
| Spielbericht                                   | | |               |

## Der Sachsenpokalsieger im DFB-Pokal 2017/18
Für die 1. Hauptrunde zog der Chemnitzer FC gleich das „große Los“ und traf auf den DFB-Pokal-Rekordsieger FC Bayern München. Die Chemnitzer konnten das Spiel lange offen halten, mussten sich dem Favoriten aber letztlich mit 0:5 geschlagen geben. Somit war es bereits zum dritten Mal in Folge dem sächsischen Landespokalsieger nicht gelungen, die 2. Hauptrunde zu erreichen.
| Datum      |               | Ergebnis  |                   | Runde         | Tore |
| ---------- | ------------- | --------- | ----------------- | ------------- | --- |
| 12.08.2017 | Chemnitzer FC | 0:5 (0:1) | FC Bayern München | 1. Hauptrunde | 0:1 Robert Lewandowski (20.), 0:2 Kingsley Coman (51.), 0:3 Robert Lewandowski (60.), 0:4 Franck Ribéry (79.), 0:5 Mats Hummels (89.) |